# برمك (زيرراه)
برمك (بالفارسية: برمک) هي قرية تقع في إيران في قسم زيرراه الريفي. يقدر عدد سكانها بـ 673 نسمة بحسب إحصاء 2016.